# 格倫維尤 (伊利諾伊州)
格倫維尤（英語：Glenview）是位於美國伊利諾伊州庫克縣的一個村落。

## 地理
格倫維尤的座標為42°04′46″N 87°48′56″W / 42.07944°N 87.81556°W，而該地最高點為海拔高度197米（即646英尺）。

## 人口
根據2010年美國人口普查的數據，格倫維尤的面積為36.33平方千米，當中陸地面積為36.22平方千米，而水域面積為0.11平方千米。當地共有人口44692人，而人口密度為每平方千米1,230人。